# Język wemale
Język wemale, także: honitetu, oemale, tala – język austronezyjski używany w prowincji Moluki w Indonezji, w zachodniej części wyspy Seram . Według danych z 2000 roku posługuje się nim 6 tys. osób.
Jest to język ojczysty ludu Wemale. Według Ethnologue dzieli się na kilka dialektów: zachodni, zachodnio-centralny, wschodni, południowy. W analizie leksykostatystycznej z 1989 r. oraz publikacji Atlas bahasa tanah Maluku (1996) wyróżniono dwa języki wemale: północny (kecamatany Taniwel i Seram Utara) i południowy (kecamatany Kairatu i Amahai). Nazwy „patasiwa” i „patalima” (ze starszej literatury) również odnoszą się do dialektów tego języka.
W wyd. 19. Ethnologue podano, że pozostaje szeroko używanym środkiem komunikacji (występuje w kontaktach domowych i sąsiedzkich, a także obrzędach tradycyjnych). Według nowszych doniesień (2020) jest poważnie zagrożony wymarciem, gdyż nie posługują się nim osoby w wieku poniżej 30 lat. Do jego zaniku przyczyniła się presja ze strony malajskiego ambońskiego. W użyciu jest także język indonezyjski.
Materiały nt. tego języka obejmują kilka list słownictwa (również z XIX w.) oraz krótkie opracowanie gramatyczne. Badania w regionie prowadzili O.D. Tauern i E. Stresemann, a w II poł. XX w. J.T. Collins. Jest zapisywany alfabetem łacińskim.